# Skarżysko Książęce (gromada)
Skarżysko Książęce (w 1954 – Skarżysko-Książęce) – dawna gromada, czyli najmniejsza jednostka podziału terytorialnego Polskiej Rzeczypospolitej Ludowej w latach 1954–1972.
Gromady, z gromadzkimi radami narodowymi (GRN) jako organami władzy najniższego stopnia na wsi, funkcjonowały od reformy reorganizującej administrację wiejską przeprowadzonej jesienią 1954 do momentu ich zniesienia z dniem 1 stycznia 1973, tym samym wypierając organizację gminną w latach 1954–1972.
Gromadę Skarżysko-Książęce (pisownia z łącznikiem) z siedzibą GRN w Skarżysku-Książęcym (obecnie w granicach Skarżyska-Kamiennej) utworzono – jako jedną z 8759 gromad na obszarze Polski – w powiecie iłżeckim w woj. kieleckim, na mocy uchwały nr 13k/54 WRN w Kielcach z dnia 29 września 1954. W skład jednostki weszły obszary dotychczasowych gromad: Skarżysko-Książęce ze zniesionej gminy Skarżysko-Kościelne w powiecie iłżeckim i Pogorzałe ze zniesionej gminy Bliżyn w powiecie kieleckim. Dla gromady ustalono 27 członków gromadzkiej rady narodowej.
1 stycznia 1969 gromadę przyłączono do powiatu szydłowieckiego w tymże województwie.
Gromada Skarżysko Książęce przetrwała do końca 1972 roku, czyli do kolejnej reformy gminnej.